# نادي كوميونيكيشنس
نادي كوميونيكيشنس هو نادي كرة قدم غواتيمالي أٌسس عام 1949. يلعب النادي في دوري غواتيمالا لكرة القدم.